# Ryō Tatsuki
Ryō Tatsuki (japanisch 竜樹 諒; * 2. Dezember 1954 in der Präfektur Kanagawa) ist eine japanische Manga-Künstlerin. Bekanntheit erlangte sie durch einen Prophezeiungs-Manga aus dem Jahr 1999, der reale Ereignisse vorweggenommen haben soll.

## Leben
Mit 17 Jahren überlebte Tatsuki einen Verkehrsunfall. Danach entschied sie sich, Manga-Zeichnerin zu werden, um der Welt ein bekanntes Werk zu hinterlassen, ohne ihr Gesicht in der Öffentlichkeit zeigen zu müssen. In etwa zur selben Zeit hatte sie erste prophetische Träume, über die sie Tagebuch führte und von denen sich mehrere bereits bewahrheitet haben sollen. Nachdem sie ihre Träume 1999 in einem Manga veröffentlicht hatte, zog sie sich aus der Branche zurück. Sie lebt in Yokohama.

## Prophezeiungs-Manga
1999 veröffentlichte Tatsuki einen Manga mit dem Titel Die Zukunft, die ich sah, das auf ihren Traumnotizen basiert. Eine aktualisierte Ausgabe von 2021 setzt eine weitere Naturkatastrophe, ein Erdbeben zwischen den Philippinen und Japan und einen dadurch ausgelösten Megatsunami, für den Juli 2025 an. Größere Bekanntheit erlangte der Manga nach dem Tōhoku-Erdbeben 2011, da Tatsuki den März 2011 als Zeitpunkt einer Katastrophe benannt hatte. In der zugehörigen Geschichte geht es um ein Erdbeben, einen Tsunami und eine Atomkatastrophe, die den Südteil Japans zerstören. In der Neuauflage wurde das Datum dieser Katastrophe auf den Juli 2025 gelegt.
Die Parallele zur Katastrophe von 2011 verlieh der Autorin Glaubwürdigkeit. Wegen der Prophezeiung für 2025 erhielt der Manga in diesem Jahr erneut international viel Aufmerksamkeit. In den sozialen Medien wurden die Vorhersagen diskutieren und geteilt. Teilweise nutzen Trittbrettfahrer die Gelegenheit für Verknüpfungen mit Verschwörungstheorien oder eigenen Vermutungen. In der Folge kam es zu Stornierungen von Reisen nach Japan vor allem aus China und Hongkong. Einige Fluglinien setzten daher weniger Flüge an oder stellten die Verbindungen ein. Um den Schaden zu begrenzen, starteten japanische Tourismusverbände Kampagnen, die der Öffentlichkeit versicherten, dass die Vorhersagen jeglicher Grundlage entbehrten. Von Wissenschaftlern wurde betont, dass derartige Katastrophen nicht vorhergesagt werden können. In Japan selbst gab es keine derartigen Befürchtungen und die meisten Japaner haben nur indirekt durch die Befürchtungen in anderen Ländern von den Prophezeiungen erfahren. Am von vielen als Datum der Katastrophe erwarteten 5. Juli geschah kein Erdbeben oder ähnliches aus dem Manga. Hunderttausende hatten sich online versammelt, um die möglichen Ereignisse gemeinsam zu beobachten. Der Schaden für die japanische Tourismusindustrie wird auf 4 Milliarden Euro geschätzt.
Am 27. Juni 2025 startete in Japan die Verfilmung des Mangas unter dem Titel July 5, 2025, 4:18 AM.
Dem Manga und einigen weiteren Geschichten von Tatsuki werden eine Reihe von weiteren zutreffenden Prophezeiungen zugeschrieben. Diese Prophezeiungen sind in ihren Werken jedoch entweder nicht zu finden oder extrem vage und vieldeutig.